# Roll on the Red Tour
Il Roll on the Red Tour, noto anche come Greatest Hits Tour, è stato un tour mondiale del gruppo musicale statunitense Red Hot Chili Peppers, intrapreso nel 2004 per promuovere la raccolta Greatest Hits, pubblicata il 18 novembre 2003.

## Descrizione
Furono diverse le cover che i Peppers fecero durante le tappe, abbinate anche a canzoni inedite mai eseguite in precedenza. Gli spettacoli si aprirono sempre con Can't Stop, preceduta da un'introduzione e si chiusero sempre con Give It Away, alla quale veniva spesso affiancata una lunga jam finale. Di questi loro concerti il gruppo ne registrò tre tenuti all'Hyde Park di Londra per essere inclusi nell'album dal vivo Live in Hyde Park pubblicato il luglio successivo. All'Avalon Theatre di Hollywood, i Red Hot hanno suonato come tributo a Johnny Ramone sotto invito di Rob Zombie, esibizione immortalata nel DVD Too Tough to Die: a Tribute to Johnny Ramone, reso disponibile due anni più tardi. Lo stesso Ramone fu personalmente invitato da Zombie, ma non poté partecipare perché gravemente malato. Tre giorni dopo, l' ex cantante dei Ramones morì, e ai suoi funerali partecipò anche John Frusciante. Nell'ultima data del tour, allo Shoreline Amphiteatre di Mountain View, il gruppo ha tenuto un concerto di beneficenza per raccogliere fondi per bambini con disabilità.

## Brani
- Da The Red Hot Chili Peppers: Out in L.A.
- Da The Uplift Mofo Party Plan: Me & My Friends.
- Da Blood Sugar Sex Magik: Give It Away, I Could Have Lied, My Lovely Man, They're Red Hot, Under the Bridge.
- Da Californication: Around the World, Californication, Easily, Emit Remmus, Get on Top, I Like Dirt, Otherside, Parallel Universe, Purple Stain, Right on Time, Road Trippin', Scar Tissue.
- Da By the Way: By the Way, Can't Stop, Don't Forget Me, Throw Away Your Television, Universally Speaking, The Zephyr Song.
- Da Greatest Hits: Fortune Faded.
- Cover: Havana Affair (Ramones), Brandy (Looking Glass), Black Cross (45 Grave), I Feel Love (Donna Summer, eseguita da John Frusciante).
- Inediti: Leverage of Space, Rolling Sly Stone, Mini-Epic (Kill For Your Country), Red Hot Mama, Desecration Smile (che verrà inserita come singolo nel successivo album Stadium Arcadium).
- Vennero fatte altre cover di vari artisti come Guns N' Roses, Led Zeppelin e Neil Young, più altre di John Frusciante, che eseguì anche Guns of Brixton dei Clash. L'intro di Right on Time invece, è ispirato alla canzone Transmission dei Joy Division. Il tour ha segnato il ritorno live di Out in L.A., che non veniva suonata dal 1992. Get on Top invece, dopo essere stata suonata solamente una volta prima di questo tour, divenne una canzone suonata con più frequenza negli anni successivi; inoltre, pezzi come Easily, My Lovely Man, Emit Remmus e I Like Dirt, vennero riproposti live dopo tre anni di assenza. Il tour segnò anche l'ultima esibizione dal vivo di canzoni come Out In L.A, My Lovely Man, Road Trippin, Leverage Of Space, Rolling Sly Stone e Mini-Epic (Kill For Your Country).

## Date
| Europa             |                        |             |                            |
| 5 giugno 2004      | Nürburg                | Germania    | Rock am Ring               |
| 6 giugno 2004      | Norimberga             | Germania    | Rock im Park               |
| 8 giugno 2004      | Milano                 | Italia      | Stadio Giuseppe Meazza     |
| 10 giugno 2004     | Vienna                 | Austria     | Aerodrome Festival         |
| 12 giugno 2004     | Dublino                | Irlanda     | Phoenix Park               |
| 13 giugno 2004     | Edimburgo              | Scozia      | Murrayfield Stadium        |
| 15 giugno 2004     | Parigi                 | Francia     | Parc des Princes           |
| 16 giugno 2004     | Amsterdam              | Paesi Bassi | Amsterdam ArenA            |
| 18 giugno 2004     | Manchester             | Inghilterra | City of Manchester Stadium |
| 19-20 giugno 2004  | Londra                 | Inghilterra | Hyde Park                  |
| 23 giugno 2004     | Cardiff                | Galles      | Millennium Stadium         |
| 25 giugno 2004     | Londra                 | Inghilterra | Hyde Park                  |
| 27 giugno 2004     | Santiago di Compostela | Spagna      | Auditorio Monte do Gozo    |
| Asia               |                        |             |                            |
| 24 luglio 2004     | Osaka                  | Giappone    | Osaka Dome                 |
| 25 luglio 2004     | Yokohama               | Giappone    | International Stadium      |
| Nord America       |                        |             |                            |
| 28 luglio 2004     | Boston                 | Stati Uniti | Louis Boston               |
| 12 settembre 2004  | Hollywood              | Stati Uniti | Avalon Theatre             |
| 30 settembre 2004  | Beverly Hills          | Stati Uniti | Esquire House              |
| 15 ottobre 2004    | Santa Monica           | Stati Uniti | Bergamont Station          |
| 23-24 ottobre 2004 | Mountain View          | Stati Uniti | Shoreline Amphitheatre     |

## Artisti e gruppi d'apertura
- Ash
- Chicks on Speed
- James Brown
- N.E.R.D
- Nosfell
- The Pixies
- The Roots
- Stella Starr

## Staff
- Bill Rahmy - Manager di produzione
- Lyssa Bloom - Produzione/Coordinatrice del tour
- Louie Mathieu - Tour manager
- Gage Freeman - Assistente Tour Manager
- Dave Lee - Tecnico della chitarra
- Chris Warren - Tecnico della batteria
- Tracy Robar - Tecnico di basso e tromba
- Dave Rat - tecnico del suono
- George Squiers - Monitors
- Scott Holthaus - Direttore impianto di illuminazione
- Artie Freund - Stage Manager
- Marcelo Cacciagioni - Programmatore movimento luci
- Carl Burnnet - Responsabile impianto luci
- John Fletcher - Rigger

## Formazione
- Anthony Kiedis - voce
- John Frusciante - chitarra e voce
- Flea - basso, tromba
- Chad Smith - batteria